# Pierre Ignace Bulle
Pierre Ignace Bulle est un homme politique français né le 14 décembre 1768 à Dôle (Jura) et décédé le 16 février 1847 à Dôle.
Magistrat, il est député du Jura de 1815 à 1816, siégeant dans la majorité de la Chambre introuvable. Il est président du tribunal civil de Dôle de 1816 à 1840.

## Sources
« Pierre Ignace Bulle », dans Adolphe Robert et Gaston Cougny, Dictionnaire des parlementaires français, Edgar Bourloton, 1889-1891 [détail de l’édition]